# Hayashi Yūzō

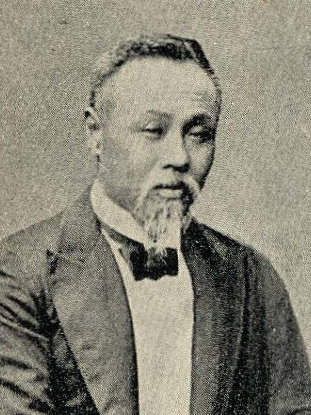
Hayashi Yūzō

Hayashi Yūzō (japanisch 林 有造; * 21. September 1842 in Sukumo, Provinz Tosa (heute Präfektur Kōchi); † 29. Dezember 1921 in  Landkreis Hata, Präfektur Kōchi) war ein japanischer Politiker während der späten Edo- und der Meiji-Zeit.

## Leben und Werk
Hayashi Yūzō beteiligte sich an der Bewegung, die das Shogunat zu stürzen und den Tennō wieder zu seinen vollen Rechten zu verhelfen beabsichtigte. Nach der Meiji-Restauration 1868 begann er für das Außenministerium zu arbeiten, gab aber sein Amt auf, als es nicht zu dem Einmarsch in Korea kam. 1871 wurde er nach der Gründung von Kōchi aus dem gleichnamigen Fürstentum der erste Gouverneur (damals noch 大参事 daisanji). Er kehrte nach Tosa zurück, schloss sich der Partei „Risshi-sha“ an und beteiligte sich am Aufbau der Partei „Aikoku Kōtō“ (愛国公党). Er kam ins Gefängnis, weil er Waffen für die Rebellen des Satsuma-Aufstands 1877 besorgt hatte. 1886 wurde er begnadigt, wurde aber unter den am 26. Dezember 1887 ohne Vorwarnung erlassenen „Vorschriften zur Erhaltung des inneren Friedens“ (保安条例, Hoan jōrei) aus Tokio verbannt.
Bei der Wahl 1890 wurde Hayashi für die Liberale Partei im 2. Wahlkreis von Kōchi ins Abgeordnetenhaus gewählt, das Unterhaus des neu eingerichteten Reichstags, und später acht Mal wiedergewählt. Er diente als Minister für Kommunikation im 1. Ōkuma Kabinett, unterstützte die Gründung der „Rikken Seiyūkai“ und wurde Minister für Landwirtschaft und Handel im 4. Itō Kabinett. Mit dem Ende der Amtszeit 1901 zog er sich aus Führungspositionen zurück, ging dann 1908 nach Kōchi und verbrachte dort seinen Lebensabend.
Sein Sohn Jūji war Präfekturparlamentsabgeordneter, dann von den 1930er bis 50er Jahren Nationalabgeordneter aus Kōchi, Minister in mehreren Nachkriegskabinetten und Präsident des Abgeordnetenhauses. Sein Enkel Yū war in den 1970er und 80er Jahren Senator für Kōchi und Arbeitsminister im zweiten Kabinett Nakasone.